# Olympique Gymnaste Club de Nice 1982-1983
Questa voce raccoglie le informazioni riguardanti l'Olympique Gymnaste Club de Nice nelle competizioni ufficiali della stagione 1982-1983.

## Maglie e sponsor
Lo sponsor tecnico per la stagione 1982-1983 è Puma, lo sponsor ufficiale è Michel Bachoz. Viene abbandonata la tradizionale divisa rossa a strisce nere, in luogo di una interamente rossa con le spalle nere. I calzoncini divengono bianchi.
| Manica sinistra · Manica sinistra · Maglietta · Maglietta · Manica destra · Manica destra · Pantaloncini · Calzettoni |

## Rosa
| N. |                    | Ruolo | Calciatore           |
| -- | ------------------ | ----- | -------------------- |
|    | Francia (bandiera) | P     | André Amitrano       |
|    | Francia (bandiera) | P     | Michel Dussuyer      |
|    | Francia (bandiera) | P     | Thierry Jallamion    |
|    | Francia (bandiera) | D     | Georges Barelli      |
|    | Francia (bandiera) | D     | Robert Barraja       |
|    | Francia (bandiera) | D     | Hervé Blanc          |
|    | Francia (bandiera) | D     | Patrick Bruzzichessi |
|    | Francia (bandiera) | D     | Carlos Curbelo       |
|    | Francia (bandiera) | D     | Baptiste Gentili     |
|    | Francia (bandiera) | D     | Olivier Jannuzzi     |
|    | Francia (bandiera) | D     | Michel Joly          |

| N. |                        | Ruolo | Calciatore           |
| -- | ---------------------- | ----- | -------------------- |
|    | Francia (bandiera)     | D     | Paul Marchioni       |
|    | Francia (bandiera)     | D     | Jean-Philippe Mattio |
|    | Francia (bandiera)     | C     | Daniel Bravo         |
|    | Francia (bandiera)     | C     | Robert Sab           |
|    | Francia (bandiera)     | C     | Fabrice Mège         |
|    | Francia (bandiera)     | C     | Bruno Metsu          |
|    | Francia (bandiera)     | C     | Jean-Claude Rolant   |
|    | Francia (bandiera)     | C     | François Soler       |
|    | Francia (bandiera)     | A     | Gérard Buscher       |
|    | Paesi Bassi (bandiera) | A     | Ruud Kaiser          |
|    | Svezia (bandiera)      | A     | Thomas Larsson       |